# Dynastie des Nikephoros
Als Dynastie des Nikephoros wird die von Nikephoros I. begründete kurzlebige Dynastie byzantinischer Kaiser bezeichnet. Sie beherrschte das Byzantinische Reich von 802 bis 813. In ihre Regierungszeit fällt die Anerkennung Karls des Großen als römischer  Kaiser im Westen.

## Mitglieder der Dynastie
- Nikephoros I. (802–811)
- Staurakios (811)
- Michael I. (811–813)
- Theophylaktos (811–813), Mitkaiser